# Szkoła Muzyczna przy ul. Bydgoskiej w Poznaniu

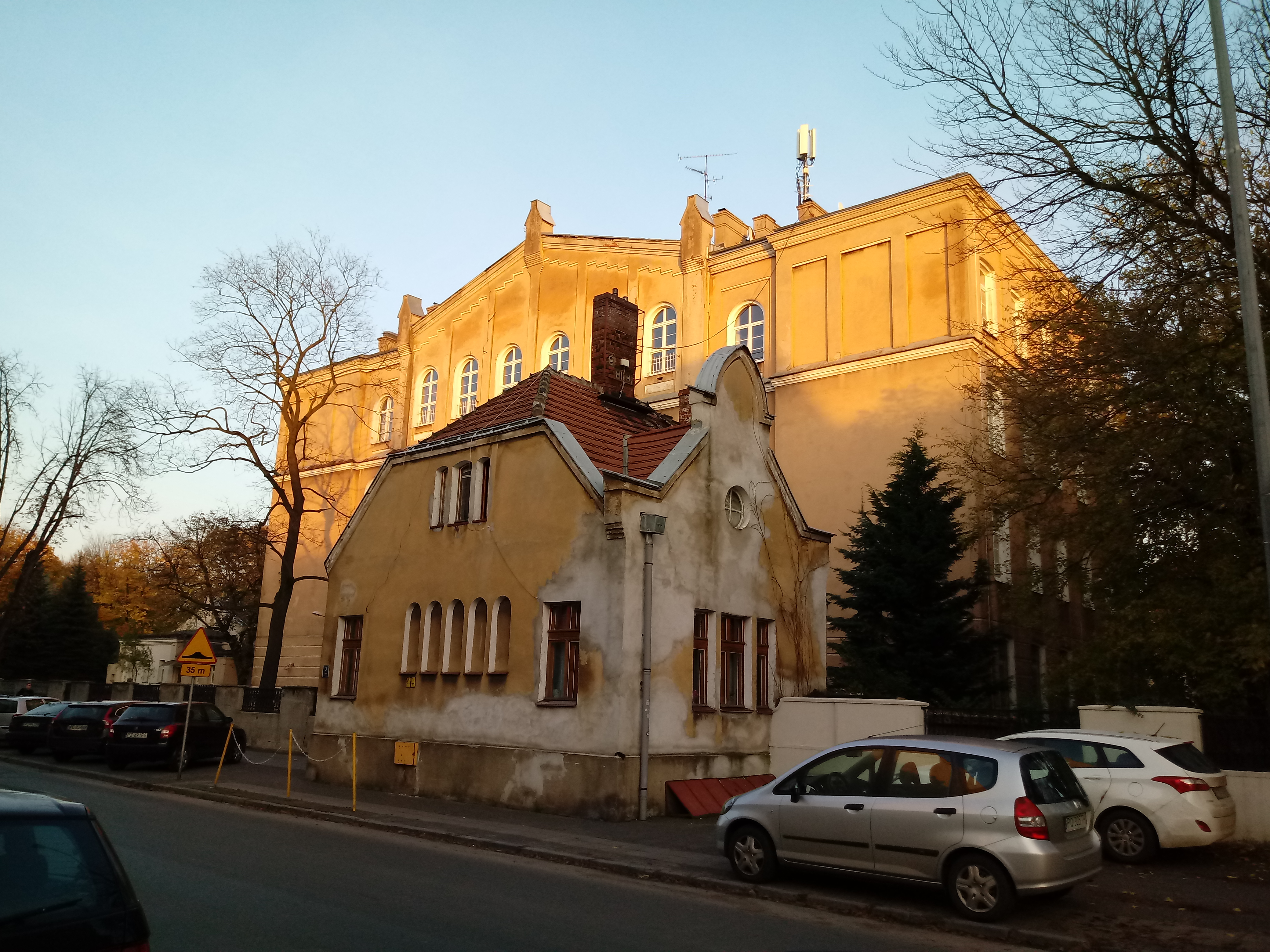
Domek woźnego przed szkołą

Szkoła Muzyczna przy ul. Bydgoskiej (obecnie Poznańska Ogólnokształcąca Szkoła Muzyczna I stopnia nr 2 im. Tadeusza Szeligowskiego) – zespół zabudowań szkolnych, zlokalizowanych w Poznaniu, w północnej części Śródki, przy ul. Bydgoskiej 4.

## Architektura
Obiekt zbudowano w latach 1885–1886 według projektu Heinricha Grüdera, jako szkołę elementarną nr 3. Placówka obsługiwała całą prawobrzeżną część Poznania i uczęszczało do niej aż 1500 dzieci. W 1896 w gmachu urządzono, jako pierwsze w Poznaniu, łaźnie z prysznicami dla uczniów. W 1893 wzniesiono budynek sali gimnastycznej, a w 1905 domek woźnego. W 1912 założenie uzupełniono dodatkowym, neobarokowym pawilonem dydaktycznym (cztery klasy).
Ciężki w formie gmach główny, kryty masywnym naczółkiem, posiada cztery kondygnacje i stosunkowo szerokie ryzality boczne, silnie wysunięte przed elewację główną. Całość po II wojnie światowej otynkowano. Jest to jeden z ostatnich w Poznaniu gmachów szkolnych zaprojektowanych w typie budynku koszarowego. W nowych rozwiązaniach szkół pawilonowych, stawianych w mieście po 1900, starano się odchodzić od tego rodzaju rozwiązań, czego przykładem może być szkoła przy ul. Jarochowskiego lub placówka przy ul. Prądzyńskiego.
Na terenie szkoły stoi kapliczka słupowa Bożej Męki, która należy do najstarszych zachowanych w Poznaniu – postawiono ją w 1706 z fundacji mieszkańców śródeckich. Obiekt był wielokrotnie przebudowywany lub remontowany: w 1772, 1800, 1809, 1833 i 1911. Cokół zbudowany jest z cegły, a półkolumny, pilastry i woluty wykonano z elementów ceramicznych. Pierwotnie kapliczka poświęcona była św. Kazimierzowi (figura przetrwała do dziś) i czterem innym świętym (nieznani i niezachowani). W 1833 figury były tak zniszczone, że planowano je przenieść do kościoła św. Jana Jerozolimskiego, a kapliczkę rozebrać, do czego ostatecznie nie doszło. Nazwa Boża Męka utrwaliła się w XIX wieku, w związku z krucyfiksem umieszczonym między wolutami. 
Niedaleko kapliczki ustawiono nowoczesną rzeźbę przedstawiającą dziecko na koniu. Przy sali gimnastycznej zlokalizowano natomiast niewielki ogród jordanowski.

## Szkoła muzyczna
Szkołę muzyczną powołano do życia w gmachu przy ul. Bydgoskiej 1 września 1967. Głównym organizatorem placówki był prof. Ludwik Kwaśnik. Obecne imię nadano szkole w 1970. Chór szkolny nagrywał m.in. dla poznańskiego ośrodka RTV. Od 1991 szkoła organizuje Młodzieżowe Konkursy Wiolonczelowe im. Kazimierza Wiłkomirskiego oraz Konkursy Pianistyczne im. Tadeusza Szeligowskiego (od 1996).